# Contienen

Contienen auf einer Karte von 1939

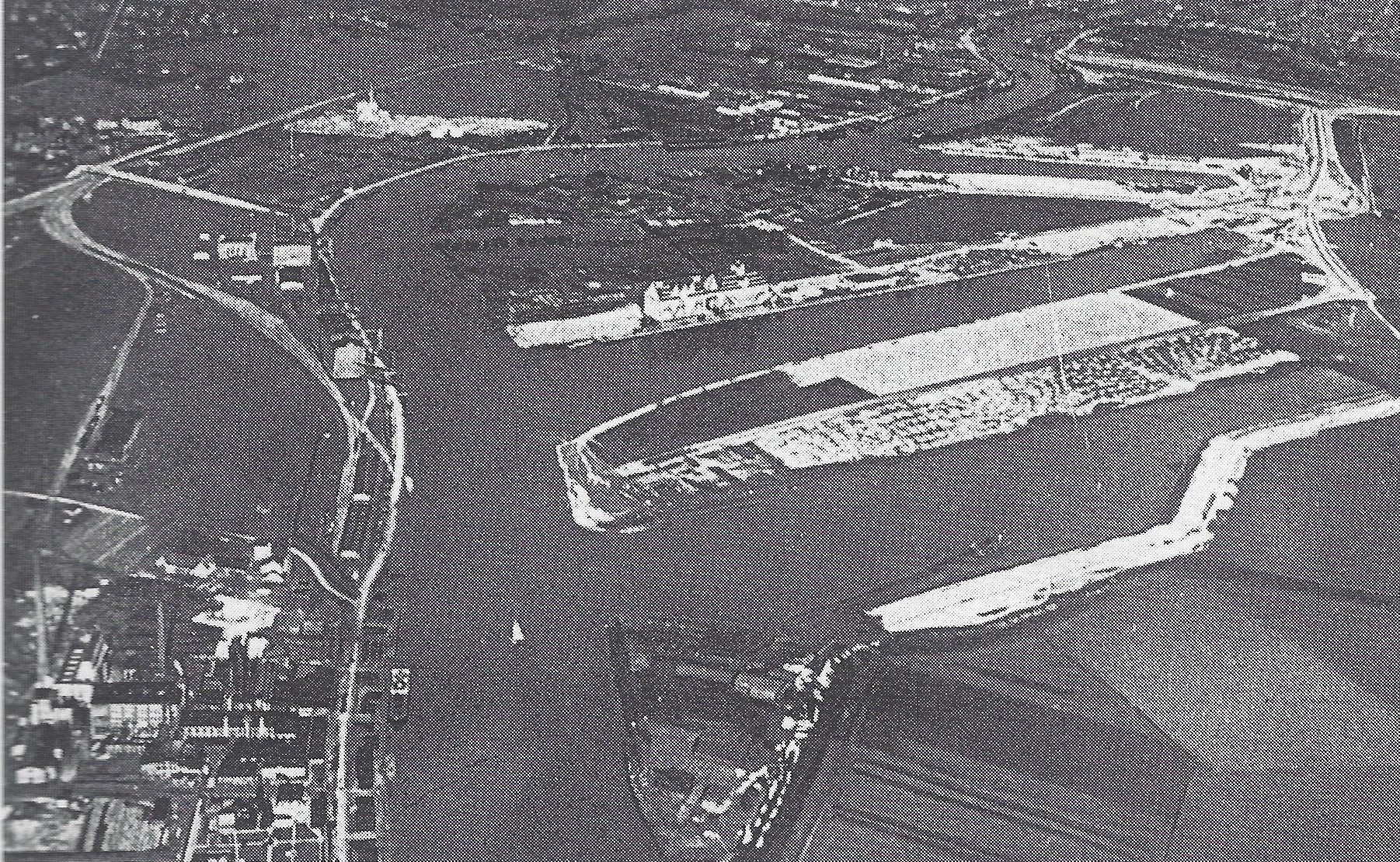
Königsbergs neue Häfen

Contienen war ein am unteren Pregel gelegener südlicher Stadtteil von Königsberg (Preußen). Er lag westlich von Nasser Garten und Haberberg und nördlich von Ponarth in Richtung Haff.

## Name
Der Name weist auf nehrungskurischen Ursprung und beschreibt die Ortslage: „kant“ (Kante), „kantinis“ (kantig, eckig).

## Geschichte

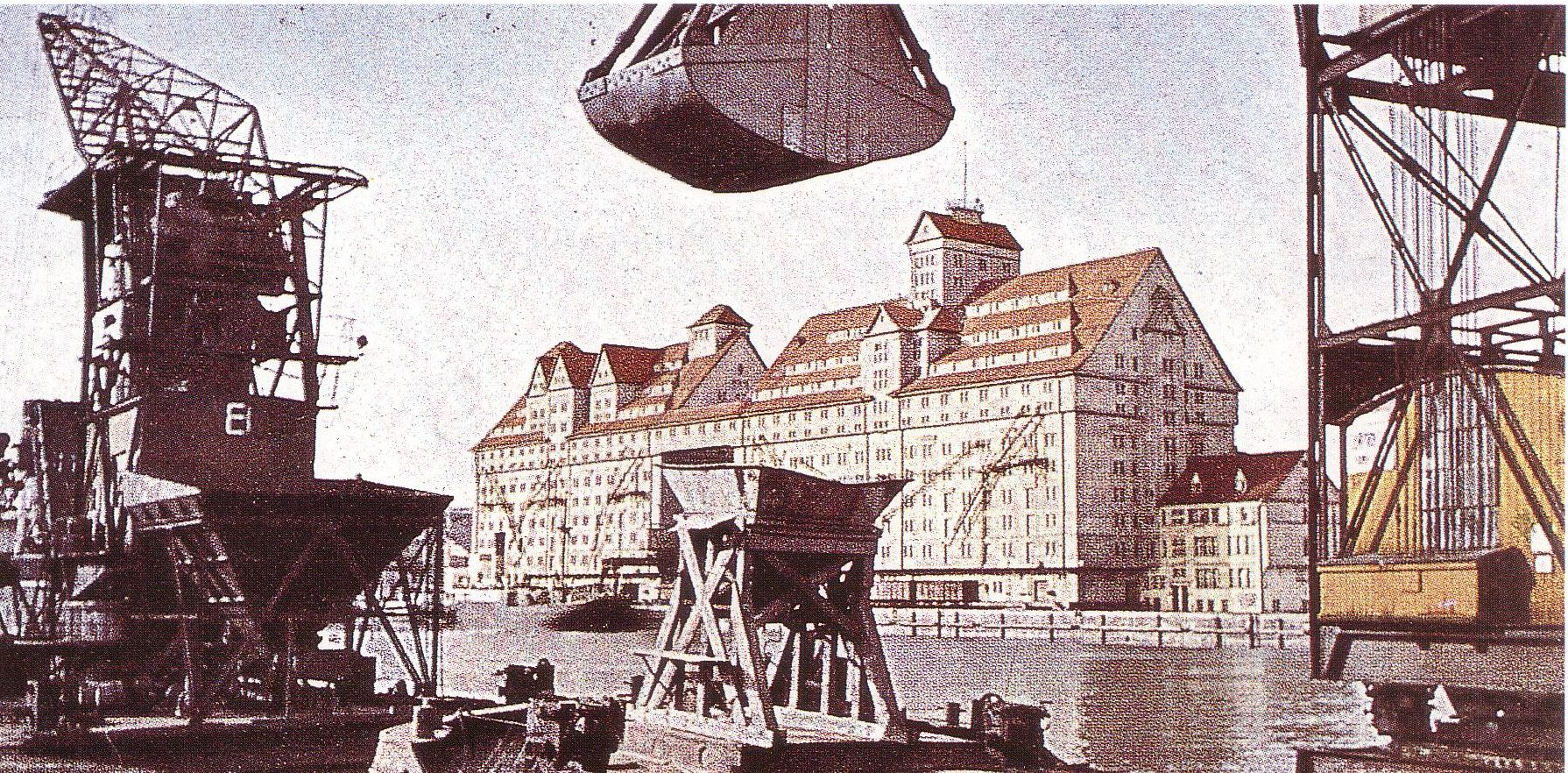
Gruppenspeicher

Der Ortsteil war wesentlich durch Hafenanlagen und Segelvereine geprägt. 1907 siedelte sich die Union-Gießerei AG mit Maschinenfabrik und Schiffswerft hier an. Die Schiffswerft wurde 1930 mit der Schichau-Werft in Elbing zusammengelegt. Die Union-Gießerei war die größte Maschinenfabrik Ostpreußens.
1924 wurde der Amtsbezirk Contienen aus dem Gutsbezirk Contienen und dem Amtsbezirk Groß Karschau gebildet. 1927 wurde Contienen in die Stadtgemeinde Königsberg eingegliedert.
In Contienen befanden sich drei große Hafenanlagen, die das das Hundegatt ersetzten: der Freihafen mit Lagerhallen (gegenüber von Kosse), der Industriehafen mit Gruppenspeicher und Turmspeicher sowie der Holzhafen mit dem Tanklager der Rhenania-Ossag und der Niederlassung der Julius Berger Tiefbaugesellschaft. An den Holzhafen schlossen sich Richtung Haff die Segelclubs an. Die Schichau-Werft lag schon fast bei Godrienen (russ. Laskino).

## Gegenwart

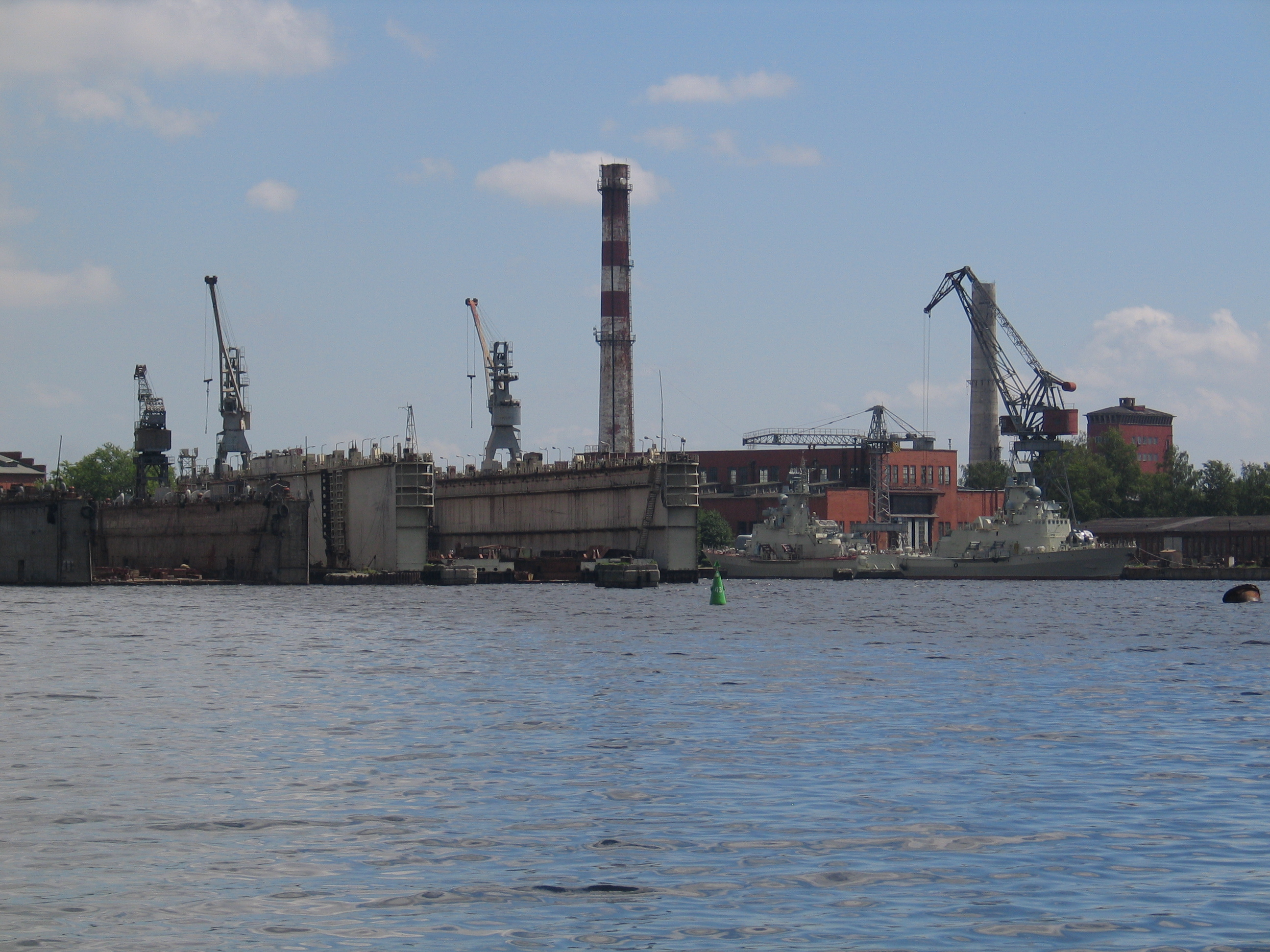
Ostseewerft Yantar („Bernstein“)

Heute liegt westlich des ehemaligen Holzhafens das aus der Schichau-Filiale hervorgegangene Werftgelände des Pribaltijskij Sudostroitelnij Sawod Jantaryj, übersetzt „Ostseewerft Bernstein“. Der ins Hafenbecken mündende Beek heißt heute Towarnyj Rutschej (Товарный ручей) oder Rutschej Towarnyj, etwa „Warenbach“.
Von den 1950er Jahren bis 1999 fuhr eine Linie der Kaliningrader Straßenbahn zur Jantar-Werft.